# Trần Anh Kim
Trần Anh Kim là một nhân vật bất đồng chính kiến tại Việt Nam, cựu Trung tá Quân đội nhân dân Việt Nam.
Ông đã hai lần bị xử tù giam theo điều 79 BLHS, lần đầu tiên 5 năm 6 tháng tù, lần thứ hai 13 năm.

## Xuất thân binh nghiệp
Ông sinh ngày 15 tháng 8 năm 1949, quê tại xã Vũ Tiến, huyện Vũ Thư, Thái Bình. Sau khi nhập ngũ, trong thời gian từ năm 1967 đến năm 1987, ông công tác tại các đơn vị thuộc Sư đoàn 3, Quân khu I và Sư đoàn 3, Quân khu V. Tháng 4 năm 1988, ông được chuyển công tác về Ban Quân sự thị xã Thái Bình (nay là Thành phố Thái Bình), tỉnh Thái Bình. Tháng 4 năm 1989, ông được đề bạt giữ cương vị Chỉ huy Phó chính trị - Ban Quân sự thị xã Thái Bình, hàm Trung tá.
Trong thời gian Chỉ huy Phó chính trị, ông được giao phụ trách tổ kinh tế. Ngày 1 tháng 12 năm 1990, Quân khu III đã ra quyết định cho ông nghỉ công tác với lý do "để khắc phục sai phạm về kinh tế". Chín tháng sau đó, Phòng Điều tra hình sự Quân khu III ra quyết định khởi tố vụ án hình sự, khởi tố bị can đối với Trần Anh Kim với tội danh "Lạm dụng tín nhiệm chiếm đoạt tài sản XHCN", bắt tạm giam ngày 9 tháng 9 năm 1991. Ngày 6 tháng 10 năm 1994, Tòa án Quân sự Quân khu III xét xử và tuyên phạt ông 24 tháng tù giam với tội danh "Cố ý làm trái nguyên tắc quản lý kinh tế".
Ngày 2 tháng 9 năm 1995, do được giảm án 4 tháng 28 ngày nên ông ra tù trước thời hạn. Tiếp đó, Quân khu III ra quyết định nghỉ việc để hưởng chế độ bảo hiểm và Bảo hiểm xã hội Quân đội, đồng thời cũng ra quyết định về chế độ hưu trí, chế độ trợ cấp thương tật cho ông, nhưng ông không nhận vì cho rằng việc xử lý đối với ông là oan sai. Ông đã gửi đơn kháng cáo lên Viện Kiểm sát Nhân dân Tối cao, Tòa án Nhân dân Tối cao, tuy nhiên cả hai nơi đều bác đơn. Không chấp nhận quyết định này, ông tiếp tục gửi đơn đến các vị lãnh đạo cao với giọng điệu ngày càng gay gắt. Đồng thời, ông cũng gửi các kháng nghị của mình đến các diễn đàn và các tổ chức bất đồng chính kiến để can thiệp tạo áp lực với chính quyền Việt Nam.

## Hoạt động bất đồng chính kiến
Trong thời gian từ 1995 đến 2005, Trần Anh Kim tham gia tích cực với các nhóm khiếu kiện quần chúng kéo về Hà Nội, Hải Phòng, Thành phố Hồ Chí Minh. Ông cũng là một trong những người tích cực vận động thành lập các "Hội chống tham nhũng", "Hội dân oan"... và quan trọng nhất là Khối 8406. Từ đó, ông chính thức bước vào hoạt động chính trị. Tháng 6 năm 2006, ông gia nhập Đảng Dân chủ Việt Nam và được giao nhiệm vụ phụ trách phong trào của tổ chức này ở Thái Bình. Ngày 10 tháng 9 năm 2007, Tổng thư ký Hoàng Minh Chính ra quyết định bổ nhiệm ông làm Ủy viên trung ương đảng Dân chủ Việt Nam. Sau khi Hoàng Minh Chính chết, ngày 13 tháng 6 năm 2009, ông được Nguyễn Sĩ Bình bổ nhiệm làm Phó tổng thư ký của đảng Dân chủ Việt Nam. Ông dự định sẽ trương biển công khai Văn phòng tại nhà riêng ở thành phố Thái Bình, tuy nhiên bị chính quyền ngăn chặn.
Do quá trình hoạt động của Trần Anh Kim, chính quyền Việt Nam đã ra lệnh bắt giam ông vào ngày 7 tháng 7 năm 2009 cùng với Nguyễn Tiến Trung.

### Tù lần 1
Ngày 28 tháng 12 năm 2009, ông bị đưa ra tòa án tỉnh Thái Bình. Theo cáo trạng, ông bị cho rằng đã soạn thảo, phát tán trên mạng 85 bài viết, trong đó đã thừa nhận viết và phát tán hơn 60 đầu tài liệu có nội dung chống chính quyền Việt Nam . Tòa đã tuyên án xử phạt Trần Anh Kim 5 năm 6 tháng tù giam vì tội hoạt động nhằm Lật đổ chính quyền nhân dân theo Điều 79 Bộ Luật Hình sự, và ra tù vào ngày 7.01.2015.
Trần Anh Kim được Tổ chức Theo dõi Nhân quyền Human Rights Watch (HRW) trao giải thưởng Hellman/Hammett năm 2009.
Một nhóm gồm 12 nhà hoạt động và bất đồng chính kiến, trong đó có tiến sĩ Nguyễn Thanh Giang và nghệ sĩ ưu tú Nguyễn Thị Kim Chi, tố cáo bị công an kết hợp với côn đồ đánh đập dã man họ vào sáng ngày 21/1/2015, khi họ đến thăm ông Trần Anh Kim mới được ra tù..

### Tù lần 2
AFP ngày 5/10/2015 tường thuật rằng ông Trần Anh Kim, 66 tuổi, lại bị bắt hôm 21/9. Trong một cuộc phỏng vấn, nhà văn hoạt động tranh đấu cho dân chủ ở Việt Nam, Nguyễn Xuân Nghĩa, cho biết ông Trần Anh Kim bị bắt vì đã lập ra một tổ chức quy tụ một số quân nhân của cả hai miền Nam, Bắc mang tên là "Quân nhân Dựng cờ Dân chủ", nhưng ông Nghĩa cho rằng điều đó không có gì sai trái..
Ngày 16/12/2016, ông Trần Anh Kim và đồng sự Lê Thanh Tùng bị tuyên phạt 13 và 12 năm tù giam trong phiên xử sơ thẩm tại Tòa án Nhân dân tỉnh Thái Bình về tội "Hoạt động nhằm lật đổ chính quyền nhân dân" theo khoản 1, Điều 79 Bộ luật Hình sự..
Ngày 26/5/2017, tại tỉnh Thái Bình, ông Trần Anh Kim và đồng sự Lê Thanh Tùng bị Tòa án nhân dân cấp cao tuyên phạt giữ nguyên án tù sơ thẩm.